# Nora Aceval
Nora Aceval (sinh 1953, Tousnina) là nhà văn và là người kể truyện cổ người Algérie.

## Tiểu sử
Aceval sinh ra trong một gia đình với bố mang hai dòng máu Pháp và Algeria cùng với mẹ là người Ả Rập tại Tousnina, trên cao nguyên của tỉnh Tiaret. Tuổi thơ bà tại Tousnina và Sougueur luôn tràn ngập trong những câu chuyện được kể từ những người phụ nữ của bộ tộc Ouled Sidi Khaled. Bà có bằng cấp cho công việc điều dưỡng nhưng sau này bà đã trở thành một bậc thầy trong nền văn học hiện đại. Bà sưu tầm, dịch thuật, viết ra và phiên âm những câu truyện từ Algeria, đặc biệt là những câu truyện từ vùng Djebel Amour và từ những người phụ nữ ở vùng Maghreb. Những câu truyện của bà có sức thu hút với mọi lứa tuổi. Trẻ em thích những câu truyện và các nhân vật trong đó, trong khi người lớn lại thích những ý tưởng được đưa ra trong truyện nhằm giúp người đọc thử tìm ra mối liên kết giữa câu chuyện và cuộc sống thật của họ. Bà sống tại Creil, Pháp.

## Lối hành văn
Phần lớn lối hành văn của bà có từ gia tài truyền miệng mà bà đã thừa hưởng được từ thời niên thiếu tại Algeria. Bà mang đến lối hành văn được biết đến với giọng kể mộc mạc đóng vai trò như một cuộc đối thoại kết nối giữa các nền văn hóa khác biệt lại với nhau. Bà thích tập trung viết về những người phụ nữ trong những câu truyện và cho thấy họ không chỉ là những nhân vật đơn thuần. Ví dụ trong các chủ đề mà Aceval hay viết có thể kể đến như bất bình đẳng với phụ nữ, chiến thắng dục vọng và tìm ra con người thật của mình. Chủ đề viết của Aceval xoay quanh tình yêu. Phong cách viết của bà có thể được mô tả là lối viết trơn tru và đơn giản.

## Đời sống cá nhân
Aceval hiện tại có bốn người con.

## Tác phẩm
- La femme de Djiha, ill. by Sébastien Pignon. Al Manar, 2013.
- La Chamelle, ill. by Sébastien Pignon. Al Manar, 2011.
- La Science des femmes et de l’amour, ill. by Sébastien Pignon. Al Manar, 2009.
- Contes libertin du Maghreb', Introduction by Leïla Sebbar. Ill. by Sébastien Pignon. Al Manar, 2008
- Paroles immigrées en coll. avec Bernard Zimmermann. Préface de Habib Tengour, L’Harmattan, 2008
- Le loup et la colombe, Album, Illustrations Michel Galvin. Seuil Jeunesse, 2008
- L’élève du magicien, Album, Ill. Emre Orhun. Calligraphie: B.Zerouki, Sorbier, 2007
- Le prince tisserand, Album, Ill. Laureen Topalian, Sorbier, 2007 (Prix Saint Exupéry 2008)
- Hadidouène et l’âne de l’ogresse, Album, Illustrations Merlin. Seuil Jeunesse, 2007
- Les babouches d’Abou Kassem, Album, Illustrations A.Guilloppé. Seuil Jeunesse 2007
- Contes du Djebel Amour.(Recueil) Illustrations Elène Usdin. Seuil, 2006
- Contes et traditions d’Algérie, Flies-France. (Aux origines du monde), 2005
- L’Algérie des contes et légendes (hauts plateaux de Tiaret) Ed Maisonneuve et Larose, Paris 2003
- Ghazali le bédouin (conte d’Algérie), Essai, Illustrations Boubaker Ayadi. Ed.G&g, 2000 [7]